# Joseph Mazilier

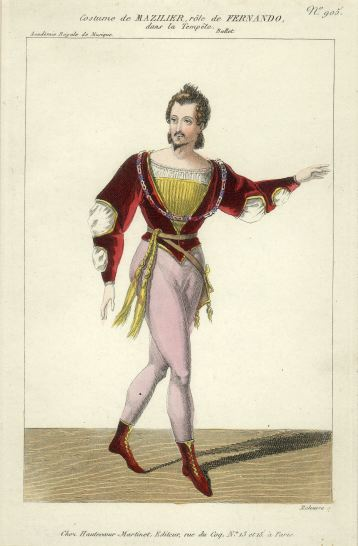
Mazilier en La Tempête (1835), grabado por Maleuvre

Joseph Mazilier (Marsella, 1 de marzo de 1801-París, 19 de mayo de 1868) fue un bailarín, maestro de ballet y coreógrafo francés. Nació como Giulio Mazarini. Fue más conocido por sus ballets Paquita (1844) y Le Corsaire (1856). Bailó el rol de James en La sílfide con Marie Taglioni. Con Marie Guy-Stéphan debutó en Aelia et Mysis en la Ópera de París cuando se mudó en 1853 a París.

## Carrera como maestro
Fue maestro del Ballet de la Ópera de París desde 1839 hasta 1851. Luego se mudó a Rusia en 1851 donde fue maestro en el Ballet de San Petersburgo.
En 1852 regresa a Francia y se reincorpora como maestro en el Ballet de la Ópera de París hasta 1857.
Posteriormente trabaja en el Ballet de Lyon desde 1862 hasta 1866; y luego en Théâtre royal de la Monnaie de Bruselas desde 1866 hasta 1867.

## Ballets
- La gitana (1839)
- La venganza (1839)
- Le Diable amoureux (1840)
- Lady Henrietta, o la sierva de Greenwich (Lady Henriette, ou la Servante de Greenwich ) (1944)
- El diablo en cuatro (1845)
- Paquita (1846)
- Betty (1846)
- Griseldis, o les Cinq sens (1848)
- Vert-vert (Verde-Verde ) (1851)
- Orfa (1852)
- Aelia et Mysis, ou l'Atellane (1853)
- Jovita, ou les Boucaniers (1853)
- La fuente (1855)
- Le Corsaire (1856)
- Los duendes (1856)
- Marco Spada o La hija del bandido (1857)
- Una fiesta en el puerto (1867)